# Yukari Nakano
Yukari Nakano (中野 友加里 Nakano Yukari?,  Kōnan, Prefectura de Aichi, Japón, 25 de agosto de 1985) es una patinadora retirada de patinaje artístico sobre hielo japonesa. Nakano fue medallista de plata en el Campeonato de los Cuatro Continentes de 2006, medallista de bronce en el Campeonato de los Cuatro Continentes de 2003, medallista de bronce en Grand Prix Final de 2005-06, campeona en los Juegos Asiáticos de Invierno de 2007 y tres veces (2007, 2008, 2010) medallista de bronce nacional japonesa. Nakano es una de las siete patinadoras que realizaban un triple axel en competiciones internacionales.

## Primeros años
Nakano nació el 25 de agosto de 1985 en Kōnan, prefectura de Aichi. Tiene dos hermanos mayores, un hermano y una hermana. En 2004, se matriculó en la Universidad de Waseda en Tokio. Obtuvo una maestría en Waseda, después de haber estudiado en la Escuela de Graduados en Ciencias Humanas. En 2010, comenzó a trabajar para la división de deportes de Fuji Television, convirtiéndose en directora y periodista.
En abril de 2015, Nakano contrajo matrimonio con su novio de toda la vida.

## Carrera

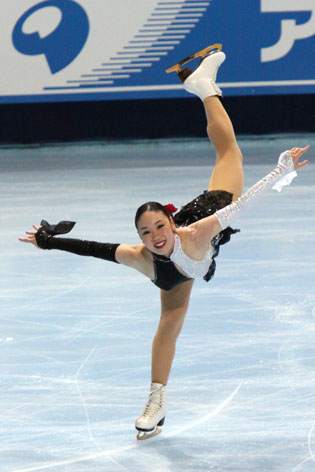
Nakano en el Trofeo Éric Bompard de 2009.

Nakano comenzó a patinar en 1991, debutando en el Grand Prix Tokai Figure Skating Club bajo la tutela de Machiko Yamada. Conoció a la patinadora Midori Itō en el evento, quien la inspiró a tomar en serio el patinaje. Nakano ganó dos eventos del Grand Prix Juvenil, así como la medalla de plata en el Campeonato Mundial Juvenil de 2002.
En su primer evento internacional senior, el Skate America de 2002, Nakano se convirtió en la tercera patinadora en la historia del deporte en lograr un triple axel en una competencia de la ISU, y la primera en hacerlo en diez años. Logró combinaciones de triple axel y toe loop doble en el Campeonatos Japonés de 2002, el Campeonato West Japan en 2002 y el Kanto Gakusei Freeskating Championships en 2004.
Nakano ganó sus primeras medallas en el Grand Prix en su cuarta temporada; el bronce en el Skate Canada de 2005 y el oro en el Trofeo NHK de 2005. Clasificó para el Grand Prix de 2005-2006, donde ganaría el bronce. Logró triples axels en cinco competiciones consecutivas en 2005 (Yamanashi Kokutai 2005, Kanto Gakusei Freeskating Championships, Tokyo Figure Skating Championships, Skate Canada y el Asian Figure Skating Championships). En el Skate Canada de 2005, Nakano se convirtió en la primera mujer en conseguir un triple axel en la competición femenina. Se posicionó en el quinto lugar durante los nacionales de 2005-06, perdiendo su puesto en el equipo olímpico. En el Campeonato Mundial, finalizó en el quinto lugar en 2006, nuevamente quinta en 2007 y cuarta en 2008.
En la temporada de 2008-09, Nakano ganó la medalla de plata en el Skate America de 2008 y el bronce en el Trofeo NHK de 2008. Calificó para el Grand Prix Final, donde quedaría en quinto lugar. En el Campeonato Japonés de 2008-09, tres de sus saltos fueron descalificados en el programa libre, lo que la colocó en el sexto lugar en el programa largo y en el quinto lugar en general. Tampoco calificó para el equipo olímpico de 2009.
En sus eventos asignados para la serie del Grand Prix de 2009-10, Nakano ganó la medalla de bronce en el Trofeo Éric Bompard de 2009 y terminó cuarta en el Trofeo NHK. Aunque ganó la medalla de bronce en el Campeonato Japonés de 2009-10, no fue asignada al equipo olímpico de 2010; la finalista en cuarto lugar Miki Ando fue galardonada con el primer puesto olímpico, junto con las medallistas de oro y plata Mao Asada y Akiko Suzuki.
Nakano se retiró del patinaje competitivo en marzo de 2010 debido a una lesión en el hombro izquierdo.

## Programas
| Temporada | Programa corto                                                                                         | Programa libre                                                                                  | Exhibición |
| --------- | --- | ----------------------------------------------------------------------------------------------- | --- |

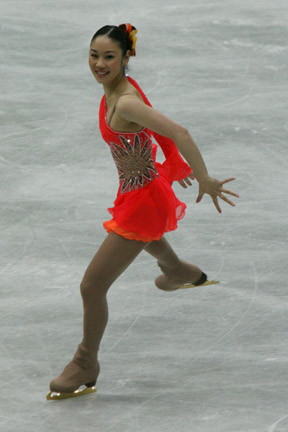
Nakano en el Campeonato Mundial de 2008.

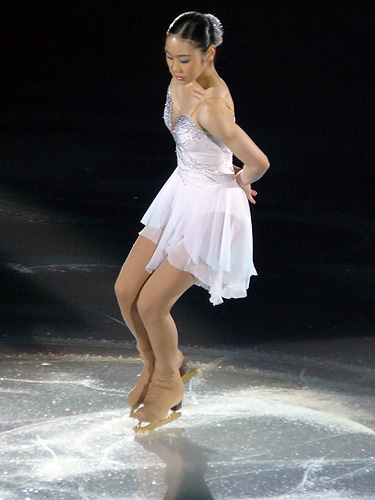
Nakano en la Copa de Rusia de 2007.

| 2009–2010 | - The Phantom of the Opera de Julian Lloyd Webber y Sarah Chang coreo por Marina Zueva                 | - El pájaro de fuego de Ígor Stravinski coreo por Marina Zueva                                  | - Harem de Sarah Brightman coreo por Kenji Miyamoto - Sparkling Diamonds (de Moulin Rouge!) por Nicole Kidman coreo por Kumiko Sato                                                                   |
| 2008–2009 | - Romance de The Gadfly Op.97a por Dmitri Shostakóvich coreo por Marina Zueva                          | - Giselle de Adolphe Charles Adam coreo por Marina Zueva                                        | - Somewhere (de West Side Story) por Barbra Streisand coreo por Marina Zueva - Bolero (de Moulin Rouge!) por Steve Sharples interpretado por Craig Armstrong coreo por Marina Zueva y Yukari Nakano   |
| 2007–2008 | - Impromptu Fantasía de Frédéric Chopin interpretado por Li Yundi coreo por Kumiko Sato                | - Capricho español de Nikolái Rimski-Kórsakov coreo por Marina Zueva                            | - Aria - Le cygne (de El carnaval de los animales) por Camille Saint-Saëns interpretado por Giorgia Fumanti coreo por Kumiko Sato - Corteo - Ritornare (de Cirque du Soleil) coreo por Kenji Miyamoto |
| 2006–2007 | - Memorias de una geisha de John Williams coreo por Marina Zueva                                       | - Cenicienta de Serguéi Prokófiev coreo por Marina Zueva                                        | - Claudine de Tonči Huljić interpretado por Maksim Mrvica coreo por Kumiko Sato - Memorias de una geisha de John Williams coreo por Marina Zueva                                                      |
| 2005–2006 | - Bolero (de Moulin Rouge!) por Steve Sharples interpretado por Craig Armstrong coreo por Marina Zueva | - Don Quijote de Ludwig Minkus coreo por Marina Zueva                                           | - Amazing Grace de Hayley Westenra coreo por Kumiko Sato |
| 2004–2005 | - Bacanal (de Fausto) por Charles Gounod coreo por Marina Zueva                                        | - The Beatles medley de Peter Nero coreo por Marina Zueva                                       | - Cell Block Tango (de Chicago) por John Kander coreo por Marina Zueva |
| 2003–2004 | - Prayer for Taylor from Freedom de Michael W. Smith coreo por David Wilson                            | - Etude No. 12 in C minor "Revolutionary" Op. 10-12 de Frédéric Chopin coreo por Mihoko Higuchi | - Nocturne (de Songs from a Secret Garden) por Rolf Lovland coreo por Mihoko Higuchi |
| 2002–2003 | - Prayer for Taylor from Freedom de Michael W. Smith coreo por David Wilson                            | - Oui, pour ce soir... je suis Titania, Mignon de Ambroise Thomas coreo por David Wilson        | - Nocturne (de Songs from a Secret Garden) by Rolf Lovland coreo por Mihoko Higuchi |
| 2001–2002 | - Perhaps Love de John Denver interpretado por James Galway coreo por David Wilson                     | - Carnival Overture Op. 92 de Antonín Dvořák coreo por Lea Ann Miller                           | - Happy Valley de Vanessa-Mae coreo por Mihoko Higuchi |
| 2000–2001 | - Perhaps Love de John Denver interpretado por James Galway coreo por David Wilson                     | - Times Square coreo por David Wilson                                                           | - Happy Valley de Vanessa-Mae coreo por Mihoko Higuchi |
| 1999–2000 | - Flute Battle de Cusco coreo por David Wilson                                                         | - Le Grand Tango de Astor Piazzolla coreo por David Wilson                                      | |